# Johan Karlsson
Johan Karlsson (20 juni 2001) is een Zweeds voetballer. De middenvelder speelt voor Kalmar FF. 

## Carrière
Johan Karlsson maakte in 2020 zijn debuut als profvoetballer bij IK Sirius FK, dat op dat moment uitkwam in de Allsvenskan. Na twee en een half seizoen, waarin Karlsson tot 55 wedstrijden kwam voor Sirius, maakte hij de overstap naar Kalmar FF. Hier werd hij herenigd met trainer Henrik Rydström die hem bij Sirius kennis liet maken met het profvoetbal.
Het verblijf van Karlsson bleef beperkt tot twee en een half seizoen. Nadat de club in zijn laatste jaar degradeerde naar de Superettan maakte de middenvelder de overstap naar Malmö FF, waar hij opnieuw met Henrik Rydström als trainer te maken kreeg.

## Interlandcarrière
Karlsson debuteerde op 12 januari 2024 in het nationale elftal van Zweden. Tijdens de oefeninterland tegen Estland begon hij in de basis. Na 76 minuten werd hij vervangen door Kevin Ackermann.